# Elecciones generales de Guatemala de 1892
Las elecciones generales de Guatemala fueron realizadas en 1892; en los comicios resultó ganador José María Reina Barrios.

## Proceso electoral
En este proceso electoral fue la primera vez que los partidos hicieron propaganda en los periódicos de la época. Los candidatos que se presentaron a las elecciones presidenciales fueron:
| Nombre                   | Partido     | Postulado por:                      | Información adicional |
| ------------------------ | ----------- | ----------------------------------- | --- |
| Lorenzo Montúfar         | Liberal     | Club Liberal                        | Fue el único de todos los candidatos que hizo un grabado de su retrato para publicarlo.                                             |
| Francisco Lainfiesta     | Liberal     | No fue postulado por ningún partido | Publicó su plan de trabajo en el Diario de Centroamérica aprovechando la libertad de prensa que existía en el gobierno de Barillas. |
| José María Reyna Barrios | Liberal     | Club 71                             | Eventual triunfador de las elecciones.                                                                                              |
| Miguel Enríquez          | Conservador | Partido Conservador                 | Había sido liberal, pero se convirtió en conservador por la persecución de que fue víctima por parte del gobierno de Barillas.      |
| José Llerena Carranza    | Conservador | No fue postulado por ningún partido | Médico personal del presidente Barillas.                                                                                            |

Barillas Bercián fue un caso único entre todos los presidentes liberales que tuvo Guatemala entre 1871 y 1944: él entregó el poder a su sucesor en forma pacífica. Cuando el período de elecciones se aproximaba, mandó a llamar a los tres candidatos liberales para preguntarles cuál sería su plan de gobierno. Para entonces, Reyna Barrios había regresado a Guatemala y se había lanzado como uno de los candidatos. La siguiente anécdota relata mejor lo que ocurrió entonces:
| Llegó primero el licenciado Francisco Lainfiesta, y el general Barillas, con la más amable de sus sonrisas, le dijo: - Licenciado Lainfiesta: usted es uno de los candidatos en las próximas elecciones y quizá el que más probabilidades tiene de triunfar. Yo quisiera saber cuál sería la actitud de usted y su sistema político de gobierno, en caso de obtener el triunfo. Sobre todo, quisiera saber la actitud de usted respecto a mi persona. Porque he cometido mis errores, no lo niego. Yo era un simple obrero entregado a mis labores de carpintería, cuando el general Justo Rufino Barrios me mandó llamar para ser segundo designado a la presidencia. Desearía, pues, señor Lainfiesta, saber su conducta para conmigo. El señor Lainfiesta respondió: - General Barillas: si la suerte me favoreciese con el triunfo eleccionario, mi sistema de gobierno se basaría en el cumplimiento estricto de la Constitución; la ley sería la ley y todo aquel que haya adquirido alguna responsabilidad, tendrá que responder de ella ante los correspondientes tribunales. Una firme rectitud en el cumplimiento de los preceptos constitucionales será la norma de mi conducta como presidente. - Bien - le dijo el general Barillas, y se despidieron cordialmente. Hizo venir a su presencia al doctor Montúfar, ese viejo simpático, agudo analista, historiador y político y quizá una de las figuras centroamericanas más interesantes del siglo xix. Interrogólo en idéntica forma que al señor Lainfiesta. El doctor Montúfar respondió en iguales o parecidos términos que Lainfiesta, superando sus afirmaciones en lo que a la obediencia de la Constitución se refiere y al cumplimiento estricto de las leyes. Despidiéronse muy diplomáticamente y entró a la audiencia el general José María Reyna Barrios. Cuando en medio de amena conversación, el general Barillas repitió su ya conocida pregunta, Reynita le contestó, con una sonrisa de sinceridad: -De eso no debemos ni hablar, general; porque usted y yo somos lo mismo. Tenga la convicción de que yo sabré respetarle y protegerle. Y se estrecharon las manos con efusión.—Efraín De los Ríos Ombres contra Hombres, 1948 |

Al llegar el período eleccionario, los primeros dos días de votación favorecían a Lainfiesta. Pero al mediar el tercer día, una inmensa columna de indígenas de Quetzaltenango y Totonicapán baja de las montañas para votar por el general Reyna Barrios. Los agentes oficiales hicieron su trabajo: resultó elegido el general Reyna Barrios.